# Tommybars

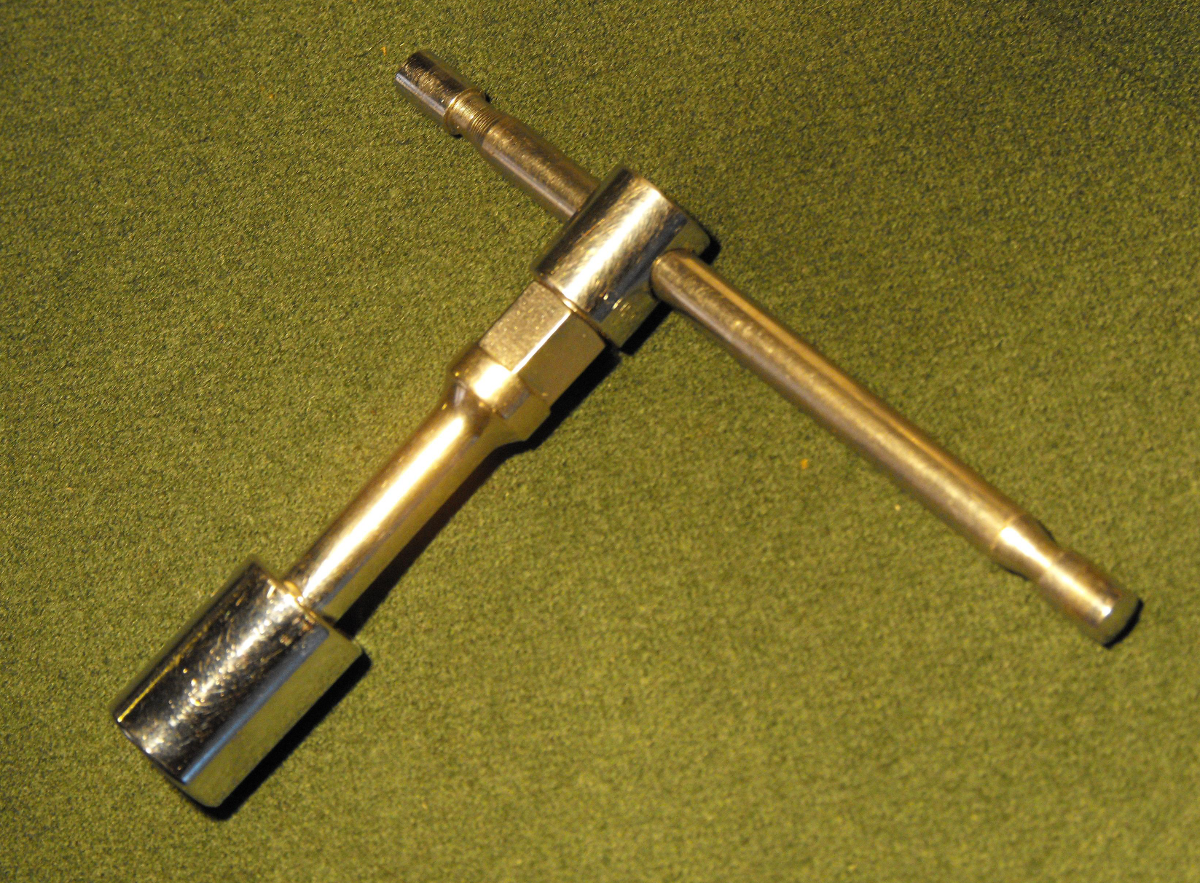
Tommybar

Tommybars zijn staafjes aan de assen van de wielen van Engelse motorfietsen waarmee je zonder gereedschap de wielen kon (de-) monteren. 
Tommybars werden ook op andere plaatsen gebruikt, in plaats van bouten en moeren. De naam "Tommy" stamt van "Tommies", de naam die in de Angelsaksische wereld voor de Britten gebruikelijk was, als ze niet "Limeys" genoemd werden, zoals in Limey bike.